# عبودية الأجر
عبودية الأجر تصف الوضع الذي يكون فيه الشخص معتمدا في تحصيل قوته على الأجر الذي يكسبه، خصوصا إذا كان الاعتماد كليا. يستخدم المصطلح للتشبيه بين الاستعباد وبعض (أو كل) أشكال عمالة الأجر. يمكن أن يستخدم المصطلح لوصف الحالات التي تحصل فيها العمالة على أجور منخفضة بشكل غير معقول، مثل (المعمل المعرق - بكسر وتشديد الراء). وثمة آخرون يشيرون إلى بعض نقاط التشابه بين امتلاك أو توظيف شخص، ويوسعون معنى المصطلح ليشمل نطاق واسع من علاقات التوظيف في بيئة اجتماعية هرمية بخيارات عمل محدودة، مثلا، العمل عند شخص تحت التهديد بالموت جوعا، الفقر أو العار الاجتماعي). يستخدم المصطلح حاليا على الأغلب من قبل المناهضين للرأسمالية (الاشتراكيون، اللاسلطويون، وجماعات أخرى)، للتعبير عن سخطهم على فكرة أن يشعر الشخص بأنه مكره على العمل من أجل الحصول على أجر.
التشابهات ما بين عمالة الأجر والاستعباد أفصح عنها في زمن شيشرون. تم توضيح تلك التشابهات من لدن مفكرين لاحقين، أمثال برودون وماركس، خصوصا بحلول الثورة الصناعية.
يرجع أصل المصطلح إلى المظاهرات العمالية ل «فتيات لويل ميل» (بالإنجليزية: Lowell Mill Girls)‏ في عام 1836. كما كان مصطلح عبودية الأجر مستخدما على نطاق واسع خصوصا من قبل المنظمات العمالية خلال منتصف القرن التاسع عشر، بيد أنه استبدل تدريجيا بالمصطلح الأكثر براغماتية، «أجر العمل» مع نهاية القرن نفسه.

## خلفية تاريخية
فكرة ان ثمة تشابه بين أجر العمل وبين الرق بدأ الحديث عنها في أواخر القرن الثامن عشر وأوائل القرن التاسع عشر من قبل المدافعين عن الرق (في الأغلب في الولايات الجنوبية في الولايات المتحدة)، ومن جانب المعارضين للرأسمالية، والذين كانوا منتقدين للرق.
كان المدافعون عن العبودية، الذين كانوا غالبا من الولايات الأمريكية الجنوبية، يجادلون بأن العمال كانوا «أحرارا فقط بالاسم- ولكنهم عبيد المجهود المضني الأبدي»، وبأن عبيدهم كانوا في حال أفضل (من أوضاع العمال في الولايات الشمالية).
وضح فكرة عبودية الأجر الفيلسوف وعالم الاقتصاد، كارل ماركس، الذي وصف عبودية الأجر أنها تقليل من شأن الوجود والاستقلال الفردي، وذلك ببنائهما على فكرة سلعنة الجسد والحرية وسبغ الطابع المادي البحت عليهما.
يقول ماركس:
يباع العبد، البروليتاري مجبر على ذلك يوميا وكل ساعة.
العبد الفرد، ملكية السيد الواحد، لا يخشى على وجوده، مهما كان ذلك الوجود بائسا، من أجل مصلحة السيد. بينما البروليتاري الفرد، هو ملك الطبقة البرجوازية بأكملها، وهي الطبقة التي تشتري عمله فقط إذا كان أحد أفرادها يحتاجه، والبروليتاري ليس لديه وجود آمن. هذا الوجود مكفول فقط للطقبة ككل.
العبد خارج المنافسة. البروليتاري في خضم المنافسة ويعيش كافة تقلباتها."

## المؤيدون
المؤيدون لفكرة أن أجور العمل مشابهة للرق، حاججوا بأن:
1- بما أن العبد هو ملك لصاحبه، قيمة العبد للماك هي أعلى من قيمة العامل الذي قد يستقيل، أو يسرح من العمل، أو يستبدل. مالك العبد. لهذا السبب، لا يسرح أو يطرد العبيد مثل عمال الأجور. يمكن لعبد الأجر أن يتضرر بتكلفة ضئيلة أو حتى بدون تكلفة بالمرة. يقوم صاحب العبد باستثمار أكبر من حيث مبلغ المال الذي يصرفه على عبيده. لهذا السبب، في أوقات الكساد الاقتصادي، لا يمكن، من منطلق اقتصادي، طرد العبيد كما يسرح عادة بعض العمال.
هنالك العديد من الاستراتيجيات والنضالات المتبناة من عبيد الأجور، التي أسفر عنها ما يمكن تسميته بالنقابات، مراكز الضمان الاجتماعي التي تستطيع الحد من الظلم الناتج عن عبودية الأجر.
2- بخلاف العبد، يستطيع عبد الأجر أحيانا أن يختار رئيسه، ولكنه لا يستطيع ألا يبقى بدون رئيس. أسوأ خيار بالنسبة لعبد الأجر هو إما العمل عند رئيس أو مواجهة الفقر أو الموت جوعا. بشكل غير مباشر، السجن، الضرب، الإهانات، وعقوبات أخرى، بما فيها الموت، هي ما يمكن أن يواجهه أي عامل يحاول النجاة بدون العمل مع رئيس، ومثال ذلك، عمال يحاولون إدارة مصنع رأسمالي، أو زرع وحصد الأطعمة من الأرض التي يمتلكها الرأسماليون. عندما يرفض عبد أن يعمل، ثمة عدد من العقوبات قد تنزل به، من الضرب، إلى الحرمان من الطعام، على الرغم من أن بعض ملاك العبيد «العقلانيين» مارسوا تحفيز إيجابي للوصول إلى أفضل النتائج بدلا من خسارة استثمارهم وذلك بقتل عبد ثمين.
3- تاريخيا، كان نطاق الوظائف والمواقع المشغولة من قبل عبيد عام بعمومية ذلك النطاق المشغول من قبل الأحرار، مما يشير إلى بعض التشابهات بين الرق وعبودية الأجور.
التشابهات ما بين عبودية الأجر والرق كانت قد لوحظت من لدن العمال أنفسهم. على سبيل المثال، «فتيات لويل ميل»، وهن نساء عاملات في مصانع نسيج في ولاية ماساتشوستس في أمريكا، اللاتي بدون أي معرفة بالراديكالية الأوروبية، استنكرن «الانحطاط والخضوع» المتمخضان عن النظام الصناعي الناشئ، و«روح العصر الجديدة: كسب المال، والاهتمام بالنفسف فقط»، وأكدن بأن «أولئك العاملين في المطاحن يجب أن يملكوها». وكن قد عبرن عن تلك الأفكار في إحدى أغنياتهن التي غنينها في إضراب عام 1836:
"أليس من المحزن، أن ترسل فتاة جميلة مثلي إلى المصنع
لا أستطيع أن أكون أمة، ولن أكون أمة
لأنني أعشق الحرية"
شجبت المناضلة العمالية الأمريكية إيما جولدمان (بالإنجليزية: Emma Goldman)‏عبودية الأجر، بالقول: «الفرق الوحيد هو أنكم عبيد ولستم عبيدا سود». الفيلسوف والناشط السياسي، نعوم تشومسكي، استشهد بالتاريخ العسكري للحركات العمالية، ونظريات باكونين (بالإنجليزية: Bakunin)‏المتعلقة ب«الفطرة على الحرية» (بالإنجليزية: instinct for freedom)‏، ومبدأ النجاة التطوري ل كروبوتكين (بالإنجليزية: Kropotkin)‏، وغيرها من النظريات للمحاججة بأن تلك الأوضاع الظالمة تتنافى مع بعض الجوانب في الطبيعة البشرية.

## طرق التحكم في أنظمة الأجور
في الجدل الدائر أثناء القرن التاسع عشر بخصوص علاقات العمال، كان يعتقد بشكل عام أن تهديد الموت جوعا هو ما يجبر أولئك المهددون إلى العمل من أجل الحصول على أجر، في حال لم يملكو أراض.
في القرن الواحد والعشرين، يدفع أصحاب العمل في مدينة دبي أجورا منخفضة بشكل استثنائي في دونيتها إلى العمال للعديد من العمال- غالبا أقل من 178$ شهريا، وبمعدل عمل 10 ساعات يوميا، وستة أيام عمل أسبوعيا. «عقود العمل»، إن أعطيت، فثمة بعض تقارير هيئات ومنظمات حقوقية تحدثت عن تنصل أصحاب العمل من الالتزام بمضامين تلك العقود، علاوة على ان المفاوضة الجماعية ونقابات العمال كلتاهما غير قانونيتين في دبي. يدفع العمال رسم مقابل «تأشيرة» يصل إلى 200 ألف تاكا أو حوالي 3000$ وهو، بالمناسبة، الأمر الذي لا يسمح به القانون في تلك البلدان (بلدان جنوب آسيا، مثل الهند وبنغلاديش). يدفع العمال الرسم الباهظ لأنهم يعتقدون بأن الأرقام التي وعدوا بها في تلك العقود ستكون كافية لتغطية الرسم. ولكن، في أكثرية الحالات، سيمضون ما بين سنتين وثلاثة سنوات من العمل لتسديد مبلغ الرسم فقط.
يواجه العمال الموت جوعا حين يكونون غير قادرين على تأجير أنفسهم لأولئك الذين يملكون رأس المال ووسائل الإنتاج. الرأسماليون، وأصحاب الأراضي، يملكون وسائل الإنتاج (الأراضي، المصانع، إلخ) ويكسبون ربحا أو نفوذ ببساطة من خلال إتاحة الفرصة للآخرين لاستعمال وسائل الإنتاج تلك. هؤلاء الملاك يقومون بفعل ذلك مقابل أجور. في القرن التاسع عشر، حاجج عالم الاقتصاد هنري جورج (بالإنجليزية: Henry George)‏، بأن اقتصاد السوق يمكن ان يتم إصلاحه بجعل الأرض ملكية مشتركة. من وجهة نظره، يجب أن يملك الناس المنتجات التي وضعوا فيها جهدهم، وأن جميع الأشياء الموجودة في الطبيعة، وأهمها في هذا السياق، الأرض، لا بد أن تكون مملوكة بالتساوي بين الجميع.

## آدم سميث
جادل سميث أنه تحت ظروف يكون فيها السوق حرا بشكل كامل، سيقود ذلك إلى عدالة تامة، كما أضاف أن القيمة المنتجة من قبل العمال لابد أن تزيد عن الأجور المدفوعة، وتحدث في كتابه «ثروة الأمم» (بالإنجليزية:  The Wealth of Nations)‏ عن بعض العوامل المؤثرة في عبودية الأجور، بالقول:
«مصالح التجار في أي فرع أو اتحاد صناعي، هي دائما مختلفة وحتى متعارضة مع تلك التي تخص العامة... إن لدى التجار بشكل عام مصلحة في خداع وحتى في ظلم العامة... إننا نادرا ما نسمع عن تجمعات السادة ولكننا نسمع عن تجمعات العمال. بيد أن من يتخيل أن السادة نادرا ما يجتمعون، هو جاهل. السادة دائما متفقون فيما بينهم على عدم زيادة أجور العمال فوق معدلها الحقيقي... وإنه ليس بالصعب تحديد من من الجماعتين سيجبر الآخر على الخضوع إلى شروطه. السادة، وبسبب عددهم الأقل، يمكنهم الاجتماع بشكل أسهل بكثير من العمال...»

## الرأسمالية
عبودية الأجر كفكرة هي نقد للرأسمالية، وتعرف كحالة تتحكم فيها طبقة رأسمالية (تشكل غالبا أقلية) بجميع وسائل الإنتاج غير البشرية الضرورية (رأس المال، الأراضي، الصناعة، إلخ) التي يستخدمها الناس (العمال) لإنتاج السلع. هذا الضرب من النقد هو عامة مرتبط بنقد الاشتراكية والفوضوية للرأسمالية، ويمكن اقتفاؤها إلى أسماء ناس سابقين على الرأسمالية أمثال، جيرارد وينستانلي (بالإنجليزية: Gerrard Winstanley)‏، المنتمي إلى الحركة الراديكالية «كريستيان ديغيرز» (بالإنجليزية: Christian Diggers)‏ في إنجلترا، وهو الذي كتب في عام 1649 في كتيبه المعنون «القانون الجديد للاستقامة» (بالإنجليزية: The New Law of Righteousness)‏أنه «لا ينبغي أن يكون هناك بيع أو شراء، لا أسواق ولا معارض، بل ينبغي أن تكون الأرض بأكملها مالا شائعا لكافة البشرية» و«لا رب على الآخرين، ولكن كل شخص حري به أن يكون رب نفسه». بالرغم من أن الفكرة مؤرخ بداية ظهورها منذ سيسرو، الذي كتب عام 44 ق.م أن «... مبتذلة هي وسائل معيشة العمال الذين ندفع لهم من أجل عمل يدوي، ليس من أجل مهارة فنية، إن الأجر الذي يتقاضونه يعد بمثابة اعتراف بعبوديتهم». بعض المناصرين للبرالية عبروا عن نقد مشابة نوعا ما لما سبق، مثل هنري جورج، سيلفيو جيسيل (بالإنجليزية: Silvio Gesell)‏و توماس باين (بالإنجليزية: Thomas Paine)‏، بالإضافة إلى المدرسة التوزيعية (بالإنجليزية: Distributist school of thought)‏المنبثقة فلسفتها من الكنيسة الكاثوليكية الرومانية.
عالم الأنثروبولوجيا، ديفيد جريبير (بالإنجليزية: David Graeber)‏، لاحظ بأنه، تاريخيا، أول عقود أجور للعمال عرفها البشر- سواء في اليونان، أو روما - كانت في الحقيقة عقود إيجار عبيد. تلك الترتبات كانت سائدة بشكل واضح في العالم الجديد (أمريكا) أيضا.
بالنسبة لماركس والمفكرين الفوضويين أمثال باكونين وكروبوتكين، عبودية الأجر هي طبقة وجدت بسبب وجود الملكية الخاصة والدولة. هذا الوضع الطبقي اعتمد بشكل أساسي على تركز الملكية في أيدي قليلة، وغياب الانسجام بين العمال وووسائل الإنتاج والسلع الاستهلاكية، ووجود عدد هائل من العاطلين عن العمل، وبشكل ثانوي، يساهم أيضا تضييع جهود وموارد العمال في إنتاج وسائل ترفيه غير ذات جدوى.
تفاوت في الجاه والثروة:
الأجور العالية التي يحصل عليها بعض العمال في الدول الصناعية لا تلغي السلطوية كما يعتقد بعض النقاد الاقصاديون في المؤسسات الرأسمالية. إذا عومل العمال كبضاعة، تماما كالطعام والرعاية الصحية، يعني ذلك غياب المشاركة الديموقراطية في المؤسسات الصناعية وأن العمال ليس لهم قول في القرارات المتخذة في تلك المؤسسات والتي بطبيعة الحال تؤثر عليهم. هذا بدوره، يمنع العمال من حرية إدارة حياتهم ويمنعهم من تحقيق مجتمع يكون فيه «العمل ليس فقط وسيلة للحياة، بل أعلى رغبة في الحياة». حتى المهنيون المحترفون، مثل، المحامين والعلماء، قد يكونون عبيد أجر، بحكم أن أغلبهم يؤجرون ويخضعون قدراتهم الذهنية للرأسماليين ونخب أخرى- شاقين طريقهم في تلك الأنظمة الهرمية ومستمرئين القيم التي تمكنهم من الوصول إلى مراكز أعلى. حتى لو أضحى عبد الأجر عاملا أو موظفا منعما، يأكل من الطيبات، ولديه تأمين صحي، سيبقى بالرغم من ذلك في موقع الخنوع والحرمان من الحرية.

## التأثيرات النفسية
تحليل ويلهالم فون هامبولدت (بالإنجليزية: Wilhelm von Humboldt)‏ للتداعيات النفسية لعبودية الأجر تعود إلى حقبة التنوير. في كتابه المنشور عام 1791 «في حدود تدخل الدولة» (بالإنجليزية: On the Limits of State Action)‏، أوضح المفكر الكلاسيكي الليبرالي هامبولدت كيف أن «أي عمل لا ينبع من حرية اختيار الإنسان، أو كان نتاجا للتعليمات والإرشاد الخارجي فقط بدون أن يدخل في طبيعة ذلك الإنسان الداخلية، فهو على إثر ذلك لا يؤدي ذلك العمل بطاقة بشرية حقيقية، بل بدقة آلية فحسب»
مؤخرا، حلل صحفي التحقيقات، روبرت كوتنر (بالإنجليزية: Robert Kuttner)‏، حلل أعمال العالمين جيفري جونسون (بالإنجليزية: Jeffrey Johnson)‏، وإيلين هال (بالإنجليزية: Ellen Hall)‏ وانتهى إلى أنه «عندما يعيش الإنسان حياة مليئة بطلبات الآخرين، التي لا يملك حيالها إلى القليل من التحكم، فهذا بمثابة مجازفة قد تفضي إلى صحة سيئة، جسديا وعقليا»
في عبودية الأجر، " تحصل نخبة صغيرة على الاستقلال، وتحقيق الذات " بينما "تشير بعض بحوث الوبائيات إلى أن العمال هم أكثر عرضة للإصابة بأشكال مدمرة من الضغوط، جزئيا لأنهم لديهم تحكم أقل بعملهم. الضغوط النفسية قد تكون مرتبطة بحالات الانتحار والأمراض كالسمنة وإدمان النيكوتين.
عبودية الأجر، والنظام التعليمي الذي يسبقه "يتضمنان قوة يمتلكها القائد. بدون قوة، يكون القائد غير كفوء. امتلاك القوة يقود حتما إلى الفساد... بالرغم من... النوايا الحسنة.... القيادة تعني أخذ زمام المبادرة، الإحساس بالمسؤولية، واحترام النفس. النظام الذي يحافظ عليه القائد هو مبني على قمع الآخرين ومنعهم من الاستقلال، بمنعى آخر، هو مجبر أن يكون أوتوقراطي وعدو للديموقراطية. بالنسبة للقائد، هذا التهميش لمشاركة الآخرين في اتخاذ القرار يعتبر أمرا جيدا لأنه" يرى بأن النقد والمعارضة هما عوائق، كما أنهما يسببان اللخبطة، ولكن الذكاء يتجلى في التصفيق لأفعاله" عبودية الأجر تقود إلى "تآكل شخصية الفرد... لأن بعض الرجال يخضعون لإرادة الآخرين"
المحلل النفسي، إيريك فروم (بالإنجليزية: Erich Fromm)‏، حاجج بأن عبودية الأجر تعزز الاغتراب وأنها «متصلة بالتهميش والإضعاف لأولئك الذين لا يملكون السلطة» لأن «من يملكون السلطة والذين يستفيدون منهم، يجب أن يستخفوا بواقعية ونقدية تفكير رعاياهم بجعلهم يصدقون الخيال (أن السلطة اللاعقلانية هي في الواقع عقلانية وضرورية)... وبذلك يتم إخضاع العقل من خلال الكليشيهات.... فيصير الناس أغبياء لأنهم يصبحون اتكاليين وبالتالي يفقدون قدرتهم على أن يثقوا بما يروه بأعينهم ولا يعودو يؤمنون برجاحة حكمهم». بالنسبة لفكرة ملك الذات (بالإنجليزية: self-ownership)‏ في سياق عبودية الأجر، لاحظ فروم أنه إذا أدرك الشخص أن هويته مربوطة بما يملك، حينها يخسر هذا الشخص (أو يعتقد أنه سيخسر) ما «يملكه» مثل الجمال أو الوسامة أو الذكاء، وهي الأمور التي تساعده في بيع عمله في مقابل أجر عال، فينتج عن ذلك قلق ونزعات سلطوية لأن حس الهوية عند ذلك الشخص مهدد بالضياع. بالمقابل، حينما يكون حس الهوية أو حس النفس مبني على تجارب الشخص في حالة الوجود (الأحاسيس، الحب، الحزن، التذوق، الرؤية إلخ) بغض النظر عما إذا كان الشخص خسر أو لم يخسر شيئا كان يملكه، عندها تسود نزعة سلطوية أقل من الحالة الأولى.
يذكر نعوم تشومسكي، بأن «النظرية السياسية الحديثة تؤكد على أن اعتقاد ماديسون بأن» في حكومة عادلة وحرة، يجدر بحقوق الملكية والأفراد أن تكونا في حماية فاعلة«. في هذه الحالة، من المهم النظر إلى المبدأ بشكل أكثر حذر. ليس ثمة حقوق في الملكية، بل فقط حقوق للملكية، بمعنى حقوق لأشخاص لهم أملاك. الحق للتملك أيضا يختلف عن الأنواع الأخرى من الحقوق، وذلك في أن امتلاك شخص شيئا معينا يمنع الآخرين من هذا الحق. إن أنا امتلكت سيارة، أنت لا تملكها، ولكن في مجتمع حر وعادل، حريتي في الكلام لن تحد من حريتك أنت. المبدأ الماديسوني، هو أن الحكومة ملزمة بالدفاع عن حقوق الناس بشكل عام، ولكنها ملزمة بتوفير ضمانات خاصة وإضافية لحقوق طبقة واحدة من الأشخاص، وهي طبقة الملاك». " في الديموقراطية التمثيلية (بالإنجليزية: representative democracy)‏، كما هي الحال في الولايات المتحدة وبريطانيا... هنالك احتكار للجاه والقوة متركز في الدولة. آمن الفوضويون دائما بأن التحكم الديموقراطي في الحياة الإنتاجية لأي شخص يصب في جوهر أي تحرير جاد للإنسان، أو أي ممارسة ديموقراطية ذات أهمية. طالما أن الأفراد مكرهون على تأجير أنفسهم في السوق لأولئك الجاهزين لاستئجارهم، طالما أن دورهم في الإنتاج هو ببساطة كونهم أدوات مساعدة، في ذلك الوضع، ثمة عناصر ملفتة من الإكراه والظلم تجعل الحديث عن ديموقراطية، حديث محدود، هذا إذا كان ذو معنى أساسا..."
موجيريس ليبريس (بالإنجليزية: Mujeres Libres)‏ وتعني (النساء الأحرار) كانت منظمة نسائية فوضوية تحمل في عضويتها أكثر من 20 ألف عضو في إسبانيا وكانت تهدف إلى تقوية الطبقة العاملة النسائية وذلك بتشجيع فكرة «النضال المضاعف» لتحرير النساء و (مناهضة الرأسمالية والدولة) من خلال ثورة اجتماعية. حاججت المنظمة أن الهدفين كانا بذات الأهمية ويجب السعي خلفهما بشكل متوازي. في أسبانيا الثورية إبان ثلاثينات القرن العشرين، كان الكثير من الفوضويات غاضبات مما رأينه على أنه ذكورية من جانب فوضويين ووضعهن المهمش في المنظمة التي كانت معنية ظاهريا بإنهاء السيطرة والهرمية. لقد رأين أن مشاكل النساء ليست منفصلة عن مشاكل المجتمع، على الرغم من أنهن شاركن رفقائهن الفوضويين في الرغبة بثورة اجتماعية وكن مناوئات بضراوة للوطنيين. الجدير بالذكر أن حركة الفوضويات تلك كانت تحرص على ألا ترتبط بالحركات النسوية في ذلك الوقت، ذلك لأن تلك الحركات كانت مرتبطة بإصلاح وضع المرأة من منظور رأسمالي محافظ. كما أصررن في موجيريس ليبريس على أن يبقين مستقلات وألا يندمجن مع حركات أو منظمات ذكرية.